# Музей народних музичних інструментів імені Икиласа
Музей музичних інструментів імені Икиласа — музей народних музичних інструментів, розташований у Парку 28 гвардійців-панфіловців в Алмати, Казахстан.

## Історія музею
«Республіканський музей казахських народних музичних інструментів Казахської РСР» було організовано 1980 року Постановою Ради Міністрів Казахської РСР від 1 серпня 1980 року. Відкриття музею відбулося 24 квітня 1981 року. У фондах нового музею налічувалося понад 400 одиниць зберігання та понад 40 типів та різновидів казахських народних музичних інструментів. Початковим місцем, де розташовувався музей, була історична двоповерхова будівля колишнього будинку аксакала Сейдаліна, на вулиці Панфілова будинок 99 кут Жибек Жоли.
З метою популяризації народної музичної культури у 1981 році при музеї було створено фольклорно-етнографічний ансамбль «Сазген».
У 1983 році музей переїжджає в будівлю колишнього Будинку офіцерських зборів на вулиці Зенкова 24, де і розташовується до сьогодні.
Приміщення музею було збудовано у 1908 році, і для себе вважається оригінальною пам'яткою архітектури, історії та культури республіканського значення.
Будівлю збудовано у стилі давньоруської архітектури, споруджено за проектом відомого архітектора А. П. Зєнкова. Музей є одним із небагатьох, що зберігся з вєрненських часів.
11 березня 1990 року уряд Казахської РСР ухвалив рішення присвоїти музею ім'я Ихиласа Дукенули — казахського народного композитора-кюйші, кобизиста, одного із засновників школи кобиза.
У 2012 році «Республіканський музей казахських народних музичних інструментів імені Икиласа» було передано з республіканської власності та управління Міністерства культури РК у комунальну власність акимату м. Алмати. Після чого Управління культури акимату перейменувало музей, з назви зникли слова «Республіканський» та «казахський».
У 2012—2013 роках у музеї проведено капітальну реконструкцію, замість необхідної реставрації будівель, що є Пам'ятками архітектури. Під час реконструкції повністю було змінено та втрачено внутрішній історичний інтер'єр будівлі.

## Експозиція музею

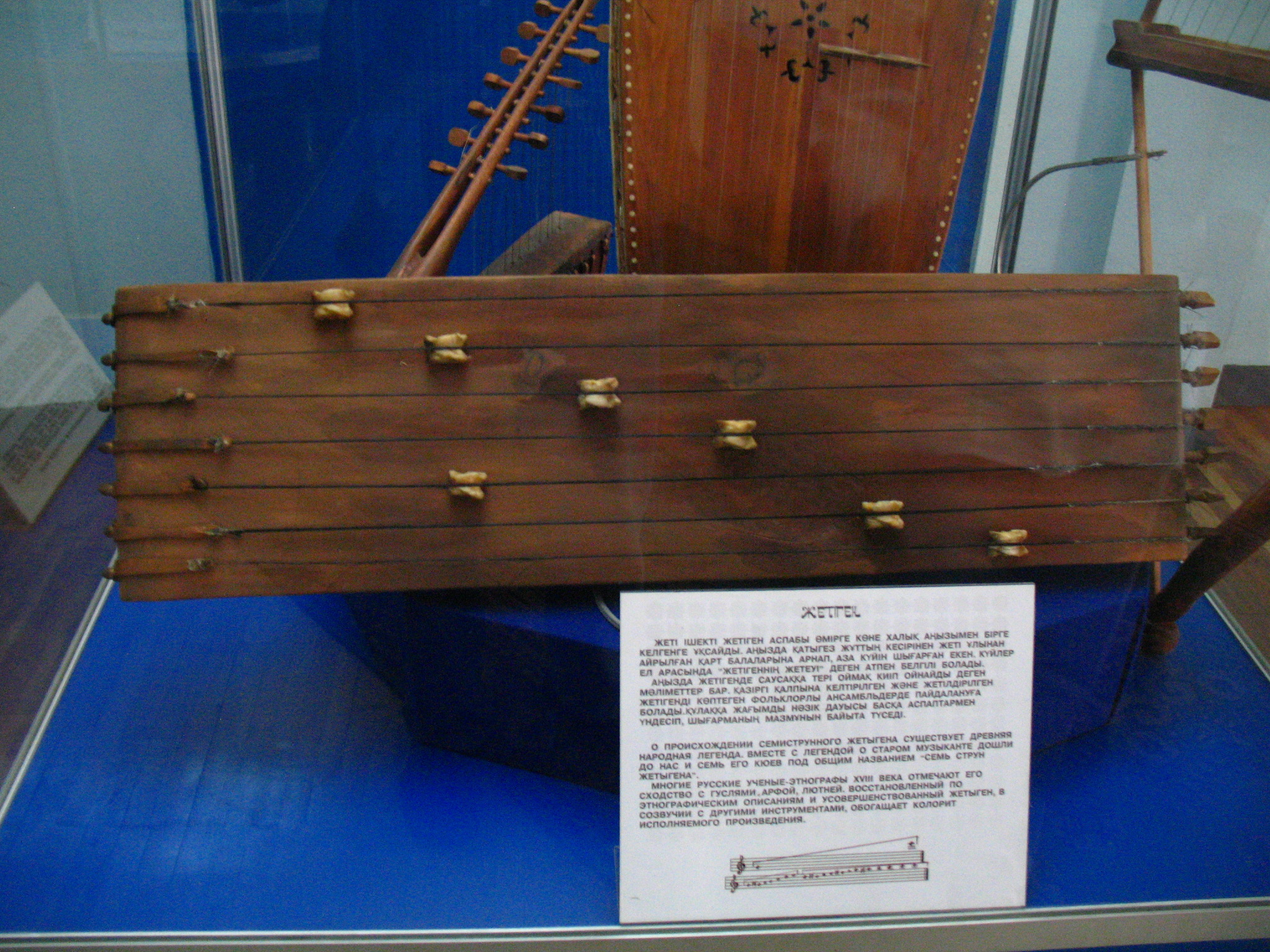
Жетиген в експозиції музею

У музеї експонуються музичні інструменти видатних виконавців минулого співаків-імпровізаторів та композиторів Абая, Біржана, Курмангази, Махамбета, Шашу-бая, Діни, Казангапа, Нартая, Кенена, Сейтека, Мурин-жирау, Кизил-жирау, Жамбула, Больтирик-Жирау, А. Жубанова, О. Кашаубаєва, А. Хасенова, Д. Миктибаєва та багатьох інших.
Музей музичних інструментів складається з кількох залів:
- Витоки народної музики — історія музичних інструментів тюркських народів
- Зал духових та ударно-шумових інструментів — розповідає про такі інструменти, як дауилпаз, дудига, шин, асатаяк, дабил, кос дункільдек та шиндауил
- Зал майстрів — інструменти-призери першого Республіканського конкурсу майстрів вз виготовлення інструментів «Аниз домбиру»
- Зал кобизу
- Зал музичних інструментів тюркських народів — 27 музичних інструментів 14 тюркомовних країн
- Зал музичних інструментів народів світу — 81 музичний інструмент із 27 країн світу

## Будівля музею
Будівлю офіцерських зборів збудовано у 1908 році. Автором проекту став архітектор А. П. Зєнков, що виконав будинок у російському стилі — з використанням в обробці деталей староруського дерев'яного зодчества.
У 1913 році будинок використовувався як виставковий павільйон першої сільськогосподарської та промислової виставки Семиріччя.
З 1918 по 1926 роки — поштово-телеграфна контора.
У 1927—1929 роках — кінотеатр «Червона Зірка».
У роки Німецько-радянської війни тут виступали творчі колективи евакуйованих радянських театрів сатири, муз. комедії, оперети, за участю Р. Зеленої, А. Райкіна, Н. Рубан.
Потім Окружний будинок офіцерів Середньоазіатського військового округу.
У 1980—1982 роках у будівлі розташовувався «Республіканський театр ляльок».
З 1983 року в будівлі розташовується «Республіканський музей казахських народних музичних інструментів Казахської РСР» (із 2012 року «Музей народних музичних інструментів імені Икиласа»).

### Архітектура
Прямокутна у плані, дерев'яна, обшита тесом будівля є теремом. Вікна — високі, тристулкові, прямокутні, рясно обрамлені різьбленими лиштвами; фасади декоровані накладним дерев'яним різьбленням. Об'ємно-планувальне рішення тривісне, виділене на головному фасаді ризалітами. Центральний ризаліт акцентований двоярусним шатровим завершенням, з ошатно оформленими різьбленими лиштвами слухових вікон. Верхній ярус — наскрізний, із чотирисхилим покриттям покрівлі, що спирається на різьблені стовпчики. Бічні ризаліти мають односхилий металеву покрівлю. Головний вхід підкреслено кілеподібним високим козирком ґанку, що спирається на різьблені стійки. У верхньому ярусі баштового об'єму використано невеликі квадратні вікна. Горищні вікна мають кілеподібне завершення.
Під час реконструкції 1979 року в дерев'яне різьблення були додані казахські національні візерунки: «агаш» — дерево життя, «шинжара» — хвилі, що біжать, «узилмес» — стебло, що в'ється, «откизбе» — рогоподібний завиток.

### Статус пам'ятки
4 квітня 1979 року рішенням виконавчого комітету Алма-Атинської міської Ради народних депутатів будівля «Будинку офіцерів» (на той момент) набула статусу Пам'ятки історії та культури і була взята під охорону держави.
26 січня 1982 року будинок (на той час Республіканського лялькового театру) було включено до списку пам'яток історії та культури республіканського значення Казахської РСР.
25 листопада 1993 року став частиною Алматинського державного історико-архітектурного та меморіального заповідника. На території заповідника заборонено нове будівництво. Реконструкція об'єктів можлива виключно з дозволу Міністерства культури Казахстану.
27 вересня 2006 року аким міста Імангалі Тасмагамбетов видав постанову, якою пропонував Уряду РК виключити будівлю музею (вул. Пролетарська 24) із Державного списку пам'яток історії та культури м. Алмати як пам'ятку місцевого значення. Ця постанова була відхилена, оскільки будівля була Пам'яткою історії та культури республіканського значення з 1982 року.

## Управління
До розпаду СРСР музеєм керувало Міністерство культури Казахської РСР. Потім перебував у республіканському віданні та керувало Міністерство культури Республіки Казахстан. Потім у 2012 році був виведений із республіканського управління Міністерства культури та переданий до комунального відання Управління культури акимату м. Алмати.